# Kamil Biliński
Kamil Biliński (Breslavia, 23 gennaio 1988) è un calciatore polacco, attaccante dello Zagłębie Sosnowiec.

## Carriera
Ha giocato nella massima serie polacca, lituana e rumena. Nelle due stagioni allo Žalgiris ha preso parte a 10 partite di UEFA Europa League. Nel 2013 è stato acquistato dai rumeni della Dinamo Bucarest, dove colleziona 14 presenze e 8 reti col numero 99. A giugno 2015 rescinde il contratto con la Dinamo e diventa svincolato.

## Palmarès

### Club

#### Competizioni nazionali
- Campionato lettone: 1

Riga FC: 2019

### Individuale
- Capocannoniere del campionato polacco di seconda divisione: 1

2021-2022 (19 reti)